# Mesnil-sur-l'Estrée

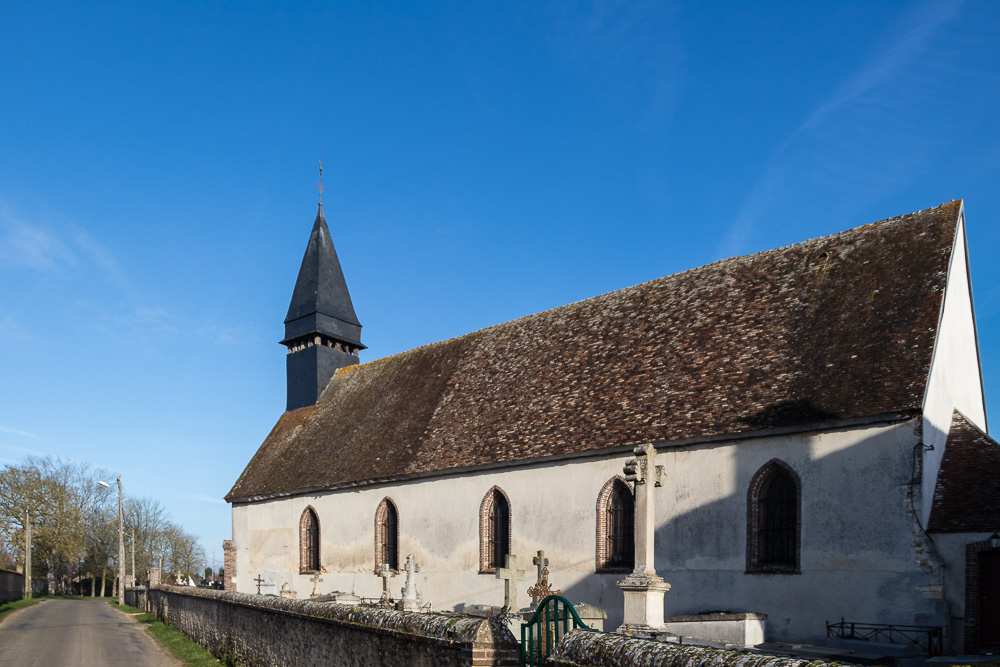
L'église Sainte-Marie-Madeleine du Mesnil-sur-l'Estrée.

Mesnil-sur-l'Estrée est une commune française située dans le département de l'Eure, en région Normandie.

## Géographie

### Localisation
| Courdemanche           |                                | Louye |
| Saint-Germain-sur-Avre | Mesnil-sur-l'Estrée            | Muzy  |
|                        | Vert-en-Drouais (Eure-et-Loir) |       |

### Hydrographie
La commune est située dans le bassin Seine-Normandie. Elle est drainée par l'Avre et divers autres petits cours d'eau,.
L'Avre, d'une longueur de 80 km, prend sa source dans la commune de Tourouvre au Perche et se jette  dans l'Eure en limite de Montreuil et de Saint-Georges-Motel, après avoir traversé 29 communes.Les caractéristiques hydrologiques de l'Avre sont données par la station hydrologique située sur la commune de Muzy. Le débit moyen mensuel est de 3,52 m3/s. Le débit moyen journalier maximum est de 30,2 m3/s, atteint lors de la crue du 23 mars 2001. Le débit instantané maximal est quant à lui de 31 m3/s, atteint le même jour.

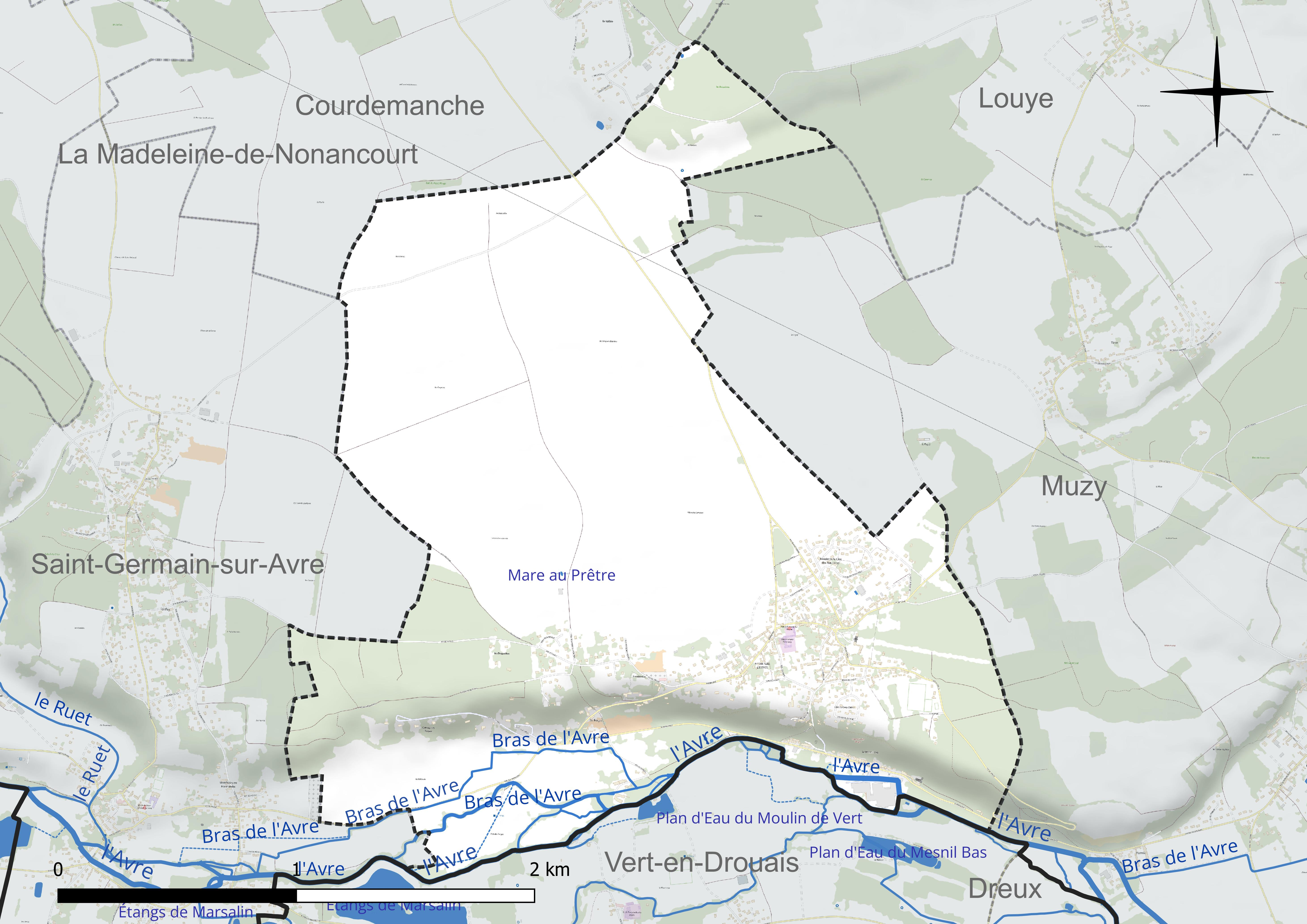
Réseau hydrographique de Mesnil-sur-l'Estrée.

Un plan d'eau complète le réseau hydrographique : la mare au Prêtre (0 ha),.

### Climat
Pour des articles plus généraux, voir Climat de la Normandie et Climat de l'Eure.
En 2010, le climat de la commune est de type climat océanique dégradé des plaines du Centre et du Nord, selon une étude du CNRS s'appuyant sur une série de données couvrant la période 1971-2000. En 2020, Météo-France publie une typologie des climats de la France métropolitaine dans laquelle la commune est exposée à un climat océanique et est dans la région climatique  Sud-ouest du bassin Parisien, caractérisée par une faible pluviométrie, notamment au printemps (120 à 150 mm) et un hiver froid (3,5 °C). Parallèlement le GIEC normand, un groupe régional d’experts sur le climat, différencie quant à lui, dans une étude de 2020, trois grands types de climats pour la région Normandie, nuancés à une échelle plus fine par les facteurs géographiques locaux. La commune est, selon ce zonage, exposée à un « climat des plateaux abrités », correspondant aux plaines agricoles de l’Eure, avec une pluviométrie beaucoup plus faible que dans la plaine de Caen en raison du double effet d’abri provoqué par les collines du Bocage normand et par celles qui s’étendent sur un axe du Pays d'Auge au Perche.
Pour la période 1971-2000, la température annuelle moyenne est de 10,6 °C, avec  une amplitude thermique annuelle de 14,3 °C. Le cumul annuel moyen de précipitations est de 610 mm, avec 10,6 jours de précipitations en janvier et 7,9 jours en juillet. Pour la période 1991-2020, la température moyenne annuelle observée sur la station météorologique la plus proche, située sur la commune de Laons à 12 km à vol d'oiseau, est de 11,1 °C et le cumul annuel moyen de précipitations est de 561,4 mm,. Pour l'avenir, les paramètres climatiques de la commune estimés pour 2050 selon différents scénarios d’émission de gaz à effet de serre sont consultables sur un site dédié publié par Météo-France en novembre 2022.

## Urbanisme

### Typologie
Au 1er janvier 2024, Mesnil-sur-l'Estrée est catégorisée commune rurale à habitat dispersé, selon la nouvelle grille communale de densité à 7 niveaux définie par l'Insee en 2022.
Elle est située hors unité urbaine. Par ailleurs la commune fait partie de l'aire d'attraction de Paris, dont elle est une commune de la couronne,. 

### Occupation des sols
L'occupation des sols de la commune, telle qu'elle ressort de la base de données européenne d’occupation biophysique des sols Corine Land Cover (CLC), est marquée par l'importance des territoires agricoles (66 % en 2018), une proportion sensiblement équivalente à celle de 1990 (66,4 %). La répartition détaillée en 2018 est la suivante : 
terres arables (66 %), forêts (22,3 %), zones urbanisées (11,7 %). L'évolution de l’occupation des sols de la commune et de ses infrastructures peut être observée sur les différentes représentations cartographiques du territoire : la carte de Cassini (XVIIIe siècle), la carte d'état-major (1820-1866) et les cartes ou photos aériennes de l'IGN pour la période actuelle (1950 à aujourd'hui).

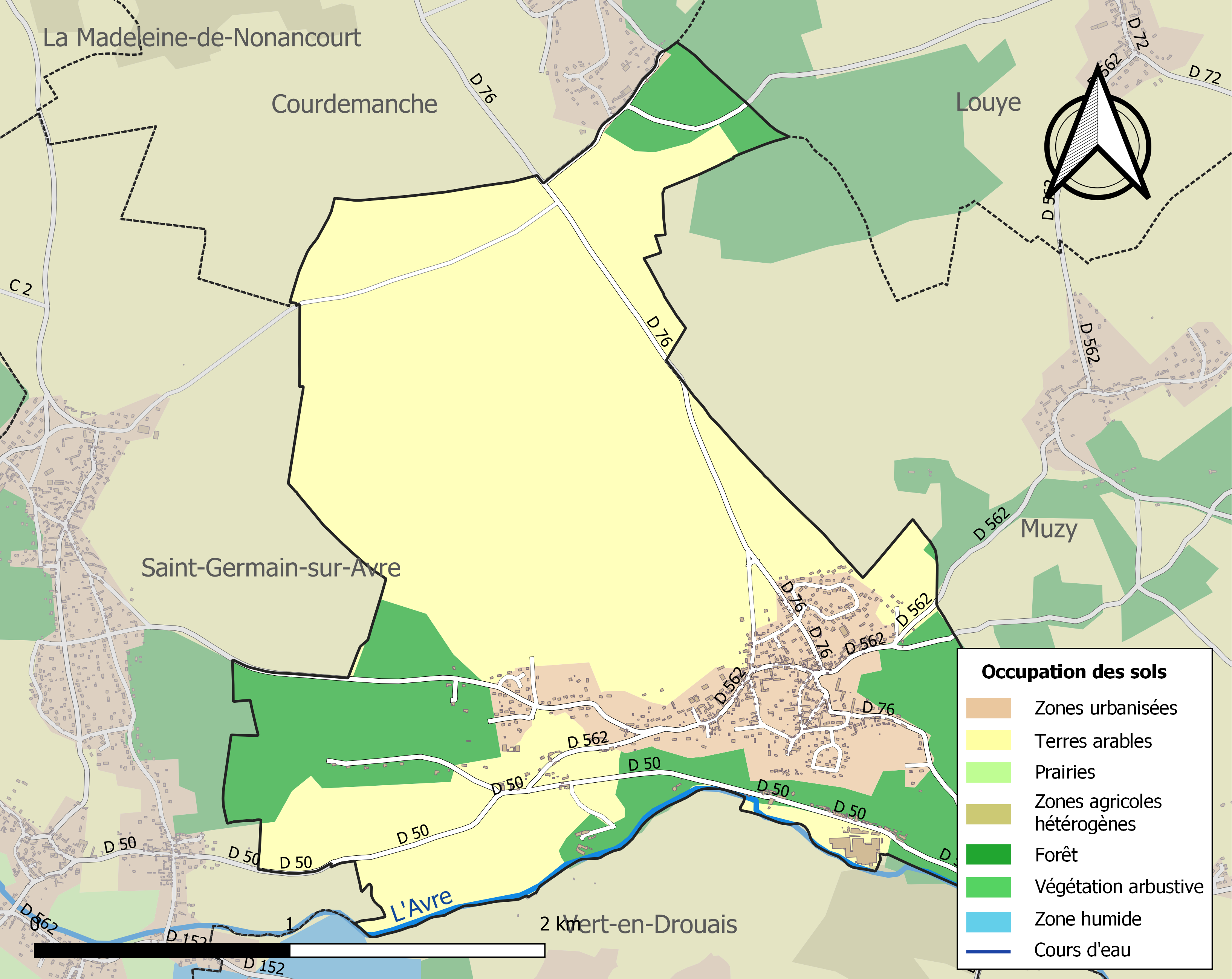
Carte des infrastructures et de l'occupation des sols de la commune en 2018 (CLC).

## Toponymie
Le nom primitif du Mesnil-sur-l'Estrée est Madeleine d’Heudreville (Magdalene de Heudreville en 1310) jusqu’à la Révolution. Cette appellation associait le vocable de l’église Sainte-Marie-Madeleine et le hameau d’Heudreville où est construite l'église.
Pendant longtemps, sur les panneaux d'entrée et de sortie d'agglomération, le toponyme désignant le village était indiqué avec ou sans l'article initial : « Le Mesnil-sur-l’Estrée » ou « Mesnil-sur-l’Estrée » (les journaux locaux faisaient de même, dans les rubriques consacrées à la commune).
En toponymie, la version ancienne « Le Mesnil... » est la seule correcte, mais la dénomination officielle est « Mesnil... ».
« Mesnil », toponyme très répandu en France, à partir de Mansionem, le bas-latin a créé un nouveau terme dérivé du mot latin mansionile, diminutif de mansio, demeure, habitation, maison. Devenu en français médiéval maisnil, mesnil, « maison avec terrain ».
Le nom Estrée est un terme d'ancien français, issu du latin strata (via), qui désignait une « voie couverte de pierres plates », par opposition à rupta (via) > route. Il s'est conservé dans la plupart des langues romanes (cf. l'italien et le roumain strada) et a été emprunté par le germanique (cf. l'anglais street, l'allemand Straße et le néerlandais straat). Le mot estrée a disparu du français à la fin du Moyen Âge, mais il demeure dans un grand nombre de toponymes, particulièrement dans le Nord de la France, signalant la proximité d'une voie romaine.
Quand il fut nécessaire de déterminer Mesnil parmi plusieurs dizaines de villages homonymes, il le fut en référence au hameau de l’Estrée, commune de Muzy. Ce hameau était fort connu autrefois car il était le siège d'une abbaye bâtie en 1144 en bordure d'une ancienne voie romaine (via strada lapide) qui reliait Rouen à Orléans en passant par le petit fief (mesnillum), voie qui a donné le nom français de l'Estrée.

## Histoire
Au cours de la Révolution française, la commune porte le nom de Mesnil d'Heudreville.

## Politique et administration
| Période                                  | Période  | Identité                | Étiquette | Qualité                          |
| ---------------------------------------- | -------- | ----------------------- | --------- | -------------------------------- |
| Les données manquantes sont à compléter. |          |                         |           |                                  |
| 1808                                     | 1813     | Adrien-Sophie Sémillard |           | Châtelain ; ancien notaire royal |
| Les données manquantes sont à compléter. |          |                         |           |                                  |
| avant 1981                               | 1983     | Bernard Salaun          | DVG       |                                  |
| 1983                                     | ?        | André Grichois          |           |                                  |
| mars 2007                                | 2011     | Norbert Cayuela         |           |                                  |
| juin 2011                                | 2012     | Bernard Duplat          |           |                                  |
| juin 2012                                | 2020     | Jacques Boutin          | DVD       | Retraité                         |
| 2020                                     | En cours | Fabrice Bossuyt         |           |                                  |
| Les données manquantes sont à compléter. |          |                         |           |                                  |

## Démographie
L'évolution du nombre d'habitants est connue à travers les recensements de la population effectués dans la commune depuis 1793. Pour les communes de moins de 10 000 habitants, une enquête de recensement portant sur toute la population est réalisée tous les cinq ans, les populations de référence des années intermédiaires étant quant à elles estimées par interpolation ou extrapolation. Pour la commune, le premier recensement exhaustif entrant dans le cadre du nouveau dispositif a été réalisé en 2006.

En 2022, la commune comptait 942 habitants, en évolution de +3,29 % par rapport à 2016 (Eure : −0,25 %, France hors Mayotte : +2,11 %).
| 1793 | 1800 | 1806 | 1821 | 1831 | 1836 | 1841 | 1846 | 1851 |
| ---- | ---- | ---- | ---- | ---- | ---- | ---- | ---- | ---- |
| 343  | 343  | 435  | 385  | 456  | 485  | 514  | 555  | 521  |

| 1856 | 1861 | 1866 | 1872 | 1876 | 1881 | 1886 | 1891 | 1896 |
| ---- | ---- | ---- | ---- | ---- | ---- | ---- | ---- | ---- |
| 491  | 524  | 552  | 542  | 475  | 535  | 543  | 559  | 575  |

| 1901 | 1906 | 1911 | 1921 | 1926 | 1931 | 1936 | 1946 | 1954 |
| ---- | ---- | ---- | ---- | ---- | ---- | ---- | ---- | ---- |
| 576  | 588  | 609  | 502  | 559  | 559  | 559  | 572  | 637  |

| 1962 | 1968 | 1975 | 1982 | 1990  | 1999  | 2006  | 2011 | 2016 |
| ---- | ---- | ---- | ---- | ----- | ----- | ----- | ---- | ---- |
| 708  | 753  | 739  | 764  | 1 090 | 1 031 | 1 006 | 978  | 912  |

| 2021 | 2022 | - | - | - | - | - | - | - |
| ---- | ---- | - | - | - | - | - | - | - |
| 927  | 942  | - | - | - | - | - | - | - |

## Économie
- Imprimerie Firmin-Didot (groupe CPI).
- Écurie Escande : écurie de compétition, de propriétaire et de rentabilisation.

## Culture locale et patrimoine

### Lieux et monuments
- L'église Sainte-Marie-Madeleine, édifice datant de la période fin XVe- début XVIe siècles, est inscrite au titre des monuments historiques[27],  Inscrit MH (2010).
Elle bénéficie en outre du label « Patrimoine du XXe siècle » [28] par le fait de la rénovation totale de ses verrières dans les années 1950, notamment par le concours de François Décorchemont.

- Prieuré Saint-Martin (1133), Heudreville-sur-Avre[29],[30];
- Château du Haut-Mesnil ;
- Château du Bas-Mesnil.

### Personnalités liées à la commune
- Joseph Napoléon Sébastien Sarda Garriga dit Sarda Garriga (18 décembre 1808 à Pézilla-la-Rivière (Pyrénées-Orientales) - 8 septembre 1877 à Mesnil-sur-l'Estrée (Eure)) : nommé commissaire général de la République à La Réunion pour y mettre en application le décret de l’abolition de l’esclavage (décret du 27 avril 1848) ce qu'il aura accompli le 20 décembre 1848.
- Pierre Firmin Didot (Mesnil-sur-l'Estrée 1921 - Chartres 2001), descendant de la famille Didot, consacra sa fortune à la restauration de la cathédrale de Chartres.